# Tarkek (luna)
Tarkek  je progradni nepravilni naravni satelit (luna) Saturna.

## Odkritje in imenovanje
Luno Tarkek so v letu 2007 odkrili Scott S. Sheppard, David C. Jewitt, Jan Kleyna in Brian G. Marsden na posnetkih iz obdobja med 5. januarjem 2006 in 22. marcem 2007 . Njeno začasno ime je bilo S/2007 S 1. Uradno ime je dobila po Tarkeku iz inuitske mitologije.

## Lastnosti
Luna Tarkek ima premer okoli 7 km. Kroži okroži Saturn na poprečni razdalji 17,910.600 km v 894,86 dneh. Spada v Inuitsko skupino Saturnovih satelitov.